# Apiocera sonorae
Apiocera sonorae is een vliegensoort uit de familie Apioceridae. De wetenschappelijke naam van de soort is voor het eerst geldig gepubliceerd in 1954 door Cazier.
De soort komt voor in in Mexico (Sonora).